# John Stafford (Politiker)
John Stafford (* 20. Mai 1944 in Dublin) ist ein irischer Politiker.
Stafford wurde erstmals 1987 für die Fianna Fáil in den Dáil Éireann gewählt. Im Jahr 1989 erfolgte seine Wiederwahl. Bei den Wahlen 1992 zum 27. Dáil Éireann konnte er sein Mandat jedoch nicht verteidigen.
Stafford saß wie sein Vater, der ehemalige Dubliner Oberbürgermeister Thomas Stafford, im Stadtrat von Dublin. Sein Bruder Tom Stafford gehörte dem Stadtrat ebenfalls an. Von Juli 1997 bis Juli 1998 bekleidete John Stafford wie schon sein Vater das Amt des Oberbürgermeisters der Stadt.